# Vildé-Bidon
La paroisse de Vildé-Bidon faisait partie du doyenné de Dol relevant de l'évêché de Dol.
- 1790 : érigée en commune
- 18 floréal an II (7 mai 1794) : absorbée par la commune de Roz-Landrieux